# André Broedelet
 André Victor Leonard Broedelet (Batavia, 18 januari 1872 – Leiden, 14 februari 1936) was een Nederlandse schilder.

## Leven en werk
Broedelet werd geboren in Nederlands-Indië als zoon van de Nederlandse militair Jacobus Salomon Broedelet (1844-1902) en Adriana Johanna Charlotta Kervel (1853-1940). Hij trouwde in 1901 in Rotterdam met de schilderes Hetty Henkes (1877-1966). Hij is de broer van schrijfster Lucie Broedelet. 
Broedelet werd opgeleid aan de Haagse Academie (1889-1895) bij Frits Jansen, hij won er in het laatste jaar een zilveren legpenning voor zijn schilderij van een naaktmodel. Hij studeerde verder aan de Academie in Antwerpen bij Karel Verlat. Van 1900-1904 was hij 'pensionaire' van koningin Wilhelmina. In 1904 won Broedelet de bronzen penning op de wereldtentoonstelling in Saint Louis. Hij schilderde onder meer portretten, stillevens en genrevoorstellingen.
Broedelet was lid van Arti et Amicitiae en de Pulchri Studio. Hij overleed op 59-jarige leeftijd, na een operatie in Leiden. Hij werd begraven op Oud Eik en Duinen in Den Haag.